# Gino Sciardis
Gino Sciardis, né le 28 janvier 1917 à Pocenia (Italie) et mort le 9 janvier 1968 à Bondy (France), est un coureur cycliste d'origine italienne, naturalisé français le 28 juillet 1950.

## Biographie
Professionnel entre 1938 et 1953 en cyclisme, il remporte sept victoires.
Il est le frère de Giuseppe Sciardis et l'oncle de Guido et Ugo Anzile également coureurs cyclistes.
À la suite de sa carrière professionnelle, il s'orienta vers la peinture et suivit des cours d'art pictural à l'Académie de la Grande Chaumière, puis à l'atelier d'André Lhote. Il fit sa première grande exposition où il exposa ses toiles de 1960 à 1965 à la Galerie de la Baume à Paris en février 1965[réf. nécessaire].

## Palmarès
- 1935
  - Grand Prix de Saumur
  - 3e de Paris-Dieppe
- 1936
  - 2e du Grand Prix de Saumur
- 1937
  - Nantes-Les Sables-d'Olonne
  - Circuit de l'Indre
  - Circuit du Bocage vendéen
  - 2e du Circuit de l'Aulne
  - 3e du Grand Prix de la Sarthe
- 1938
  - Circuit du Bocage vendéen
  - 1re étape du Circuit des Deux-Sèvres
  - 3e du Circuit des Deux-Sèvres
- 1939
  - Circuit de la Vienne
- 1946
  - Grand Prix d'Issoire
  - 3e du Grand Prix des Alliés
- 1947
  - 3ea étape du Critérium du Dauphiné libéré
  - 1re étape du Circuit des Monts du Livradois
  - Grand Prix d'Issoire
  - 2e étape du Grand Prix du Débarquement Nord
  - Circuit des cols pyrénéens
  - 2e du Critérium du Dauphiné libéré
  - 3e de Paris-Bourganeuf
  - 3e du Tour de l'Ouest
- 1948
  - Grand Prix du Débarquement Nord
  - 11e étape du Tour de France
  - 3e étape du Tour de l'Ouest
  - 2e du Grand Prix de Thizy
  - 3e de Paris-Bourges
- 1949
  - 4e étape  du Tour de Luxembourg
  - 1re étape du Critérium du Dauphiné libéré
- 1950
  - 5eb étape du Critérium du Dauphiné libéré
  - 21e étape du Tour de France
  - 5e de Paris-Roubaix
- 1951
  - Grand Prix du Pneumatique
  - 2e du Tour du Maroc
  - 3e du Grand Prix Catox
- 1952
  - 3e, 7e et 15e étapes du Tour du Maroc
  - Circuit du Maine-et-Loire
  - 3e du Grand Prix Catox
  - 3e de Paris-Clermont-Ferrand
- 1953
  - 2e du Grand Prix de Vals-les-Bains

## Résultats sur le Tour de France
5 participations
- 1948 : abandon (16e étape), vainqueur de la 11e étape
- 1949 : 12e
- 1950 : 33e, vainqueur de la 21e étape
- 1951 : 51e
- 1952 : abandon (8e étape)